# Verdesina
Verdesina è una frazione del comune di Porte di Rendena nella regione del Trentino-Alto Adige.
È la prima località della val Rendena, che si estende infatti da Verdesina a Campo Carlo Magno, venendo da Tione dalla strada statale 239 di Campiglio. I centri abitati confinanti di Verdesina sono Tione di Trento a sud e Villa Rendena a nord.

## Storia

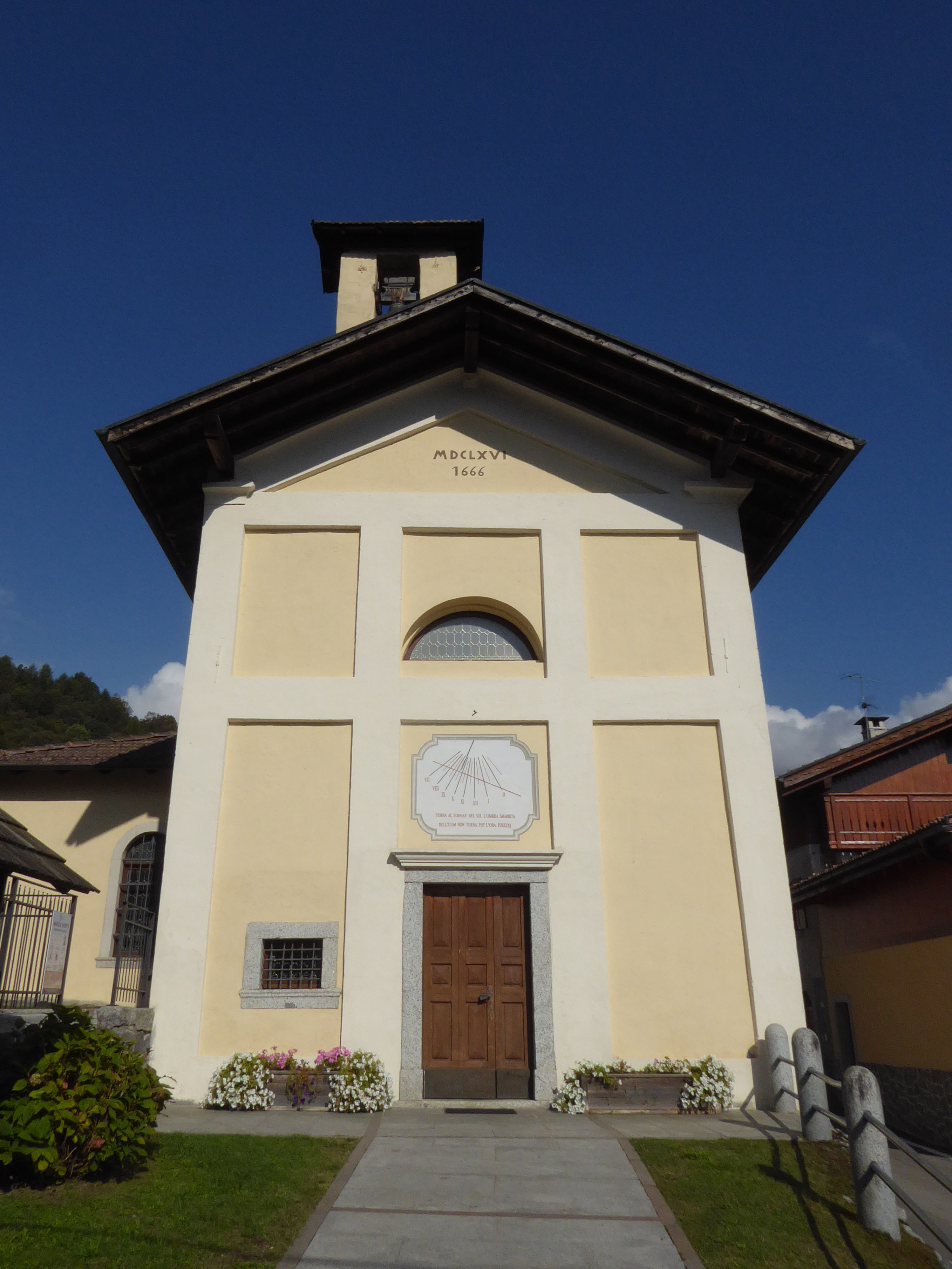
La chiesa di San Sebastiano

Il centro di Verdesina appartenne al comune di Villa Rendena fino al 1788, quando ottenne l'autonomia comunale. Sul finire dell'Ottocento, gli amministratori dei comuni di Villa Rendena, Javrè e Verdesina furono contattati dal Capitano Distrettuale di Tione con l'intento di rendere possibile la loro unione in un unico ente ma questo tentativo si risolse con un nulla di fatto.
Dopo la prima guerra mondiale, però, con la nuova politica, vi fu in tutto il Trentino una cospicua riduzione del numero di comuni. 
Tale cambiamento riguardò anche Villa Rendena, Verdesina e Javrè, che, in forza del Regio Decreto del 6 maggio 1928 n. 1183, si trovarono uniti in un unico ente comunale facente capo a Villa Rendena.
Dal 1º gennaio 2016, Verdesina è frazione di Porte di Rendena, nel quale sono confluiti i preesistenti comuni di Villa Rendena, Darè e Vigo Rendena.

## Architettura religiosa
- Chiesa di San Sebastiano, edificata dalla comunità di Verdesina a proprie spese nel 1666.[6]